# 林紀昭
林 紀昭（はやし のりあき、1941年7月28日 - ）は、日本の法制史学者。専門は日本法制史。関西学院大学名誉教授。大阪府八尾市出身。

## 略歴
- 1960年 大阪府立天王寺高等学校卒業
- 1964年 京都大学法学部卒業
- 1966年 京都大学大学院法学研究科修士課程修了
- 1971年
  - 京都大学大学院法学研究科博士課程単位取得満期退学
  - 滋賀大学教育学部講師
- 1975年 滋賀大学教育学部助教授
- 1981年 関西学院大学法学部助教授
- 1996年 関西学院大学法学部長（1998年3月まで）
- 2010年 関西学院大学名誉教授
- 2020年 瑞宝中綬章受章[1]

## 論文
- 『寛保二年本公事方御定書の一異本』（法と政治61巻4号、2011年）
- 『江戸時代門真三番村の概要‐関学所蔵門真三番村文書の基礎的研究』（法と政治48巻1号、1997年）
- 『紀州藩文政一揆の一考察』（法と政治37巻4号、1986年）
- 『大化薄葬令の再検討』（法学論業85巻5号、1969年）